# Coburgo
Coburgo (in tedesco Coburg) è una città extracircondariale tedesca della Baviera di 42 139 abitanti.

## Storia

### Origini

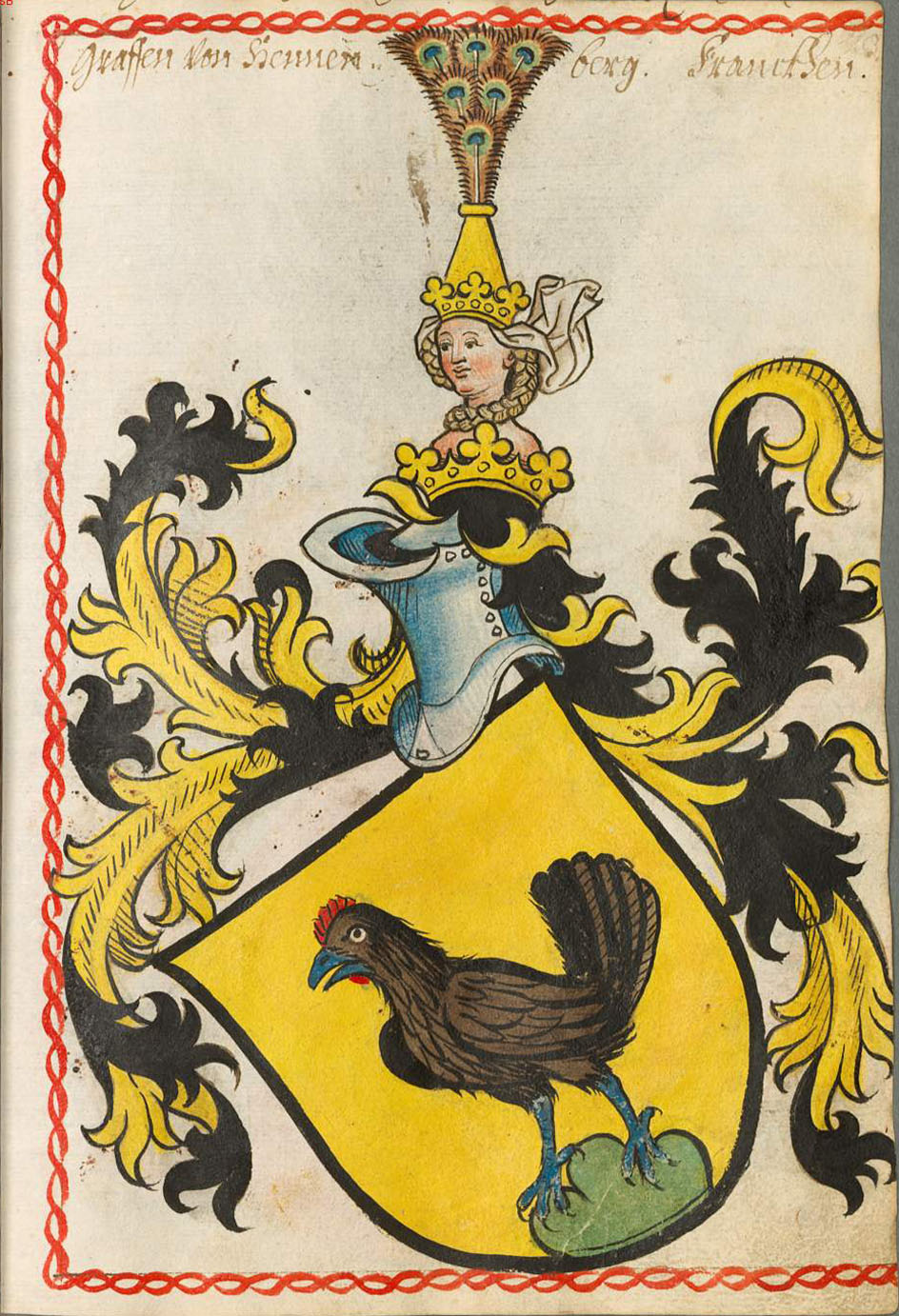
Stemma degli Henneberg

Scavi archeologici hanno trovato fondazioni di una prima rocca sulla collina della Fortezza di Coburgo risalenti al X secolo, e forse ne rappresenta il primo insediamento sul luogo. Col primo nome di Trufalistat, poi divenuto Talsiedlung, Coburgo viene menzionata la prima volta come Koburgk in un documento del 1056 col quale Richeza di Lotaringia, regina di Polonia, dona la città e il suo territorio all'allora arcivescovo di Colonia Sant'Annone, il quale fonda nel 1074, sulla collina della fortezza, un'abbazia benedettina affiliata all'Abbazia di Saalfeld e dotata di un prevosto.

### Medioevo
Nel Medioevo crebbe e nel XII secolo passò sotto il dominio dei Conti di Andechs-Dießen, divenuti poi Duchi di Merania. Nel 1248, con la morte dell'ultimo duca Ottone II di Merania, il feudo passa ai Conti di Henneberg, dai quali ricevono il primo stemma, una gallina sulla montagna; e nel 1250 vi viene fondata un'abbazia francescana sul sito oggi occupato dal Castello di Ehrenburg.
Nel 1291 e nel 1312 cade sotto la signoria del margravio di Brandeburgo, per poi ritornare agli Henneberg. Nel 1331 l'imperatore Ludovico il Bavaro le conferisce il Titolo di città e altri privilegi. Nel 1353, con il matrimonio di Caterina, figlia dell'ultimo Conte Enrico VIII di Henneberg-Schleusingen, con Federico III di Meißen, Coburgo va in eredità alla Casata di Wettin, dove resterà fino al 1918.

### I Wettin e l'Età d'oro

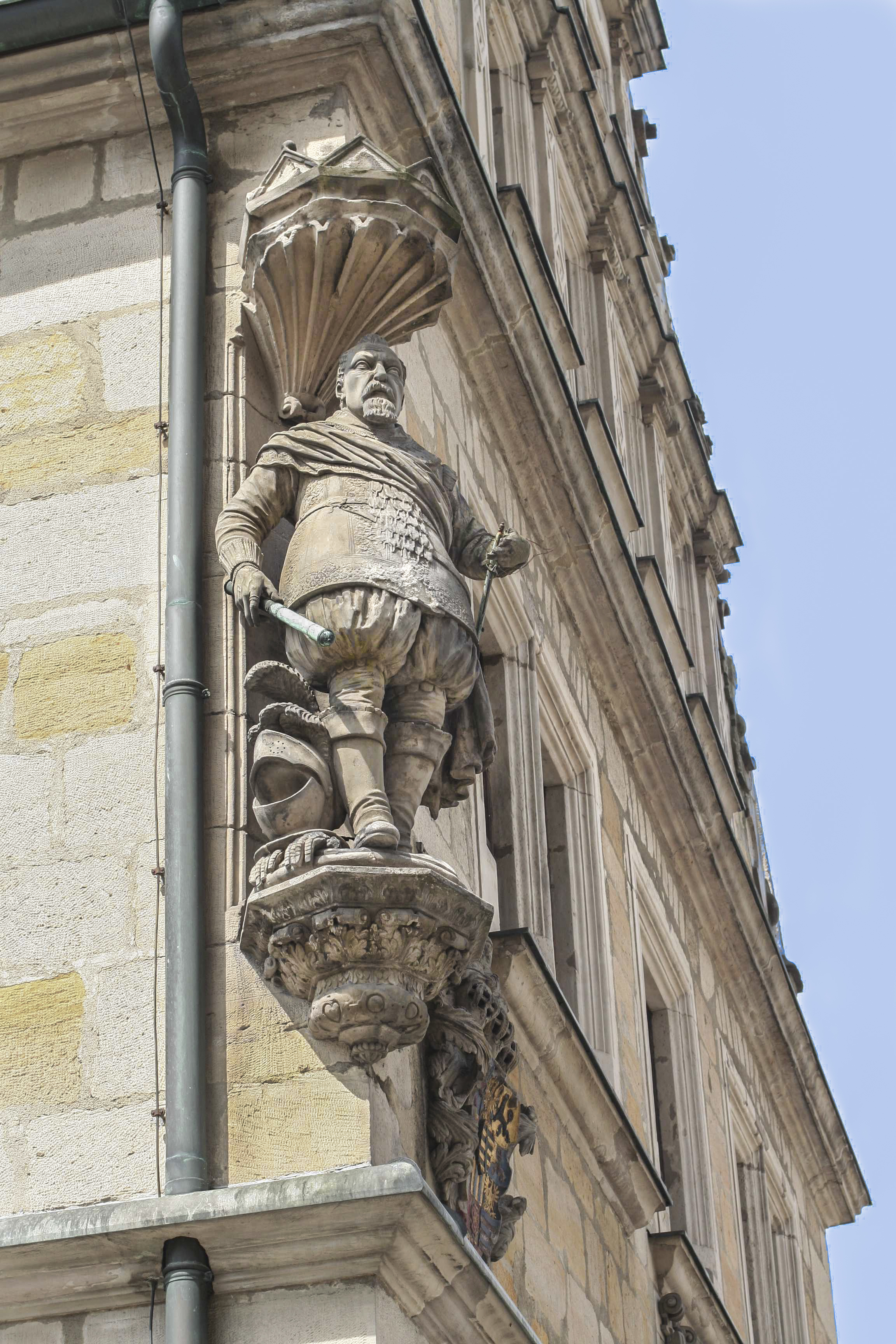
Statua di Giovanni Casimiro di Sassonia-Coburgo sulla facciata del Casimirianum.

Col Trattato di Lipsia del 1485 e la successiva divisione dei territori dei Wettin, Coburgo rientra nei domini del Principe elettore Ernesto di Sassonia, il cosiddetto ramo Ernestino, e così nel 1524 passa al Luteranesimo. Nel 1530 il duca nascose nella Fortezza Martin Lutero, messo al bando della Dieta di Augusta. In questi sei mesi d'attesa della proclamazione della Confessione augustana Lutero continuò la traduzione in tedesco della Bibbia.
Con il duca Giovanni Ernesto nel 1542 Coburgo diviene la capitale del ducato di Sassonia-Coburgo, e nel 1547 si inizia la trasformazione dell'abbazia francescana di Ehrenberg come palazzo ducale. Tuttavia il duca non ha eredi, e alla sua morte, nel 1553 Coburgo perde la residenza ducale a favore del potere comunale, che approfitta anche per rifare il vecchio municipio nel 1577-1580.
Con l'ulteriore Spartizione di Erfurt del 1572 Coburgo passa al Duca Augusto I di Sassonia e alla sua morte, nel 1586, al suo successore Giovanni Casimiro di Sassonia-Coburgo che riporta la sede ducale a Coburgo. Sarà l'età d'oro della città.
Viene continuata e terminata la costruzione del Castello di Ehrenburg in stile rinascimentale; viene incrementata la Fortezza sulla collina; viene fondatato un arsenale; fra il 1597 e il 1601 si costruisce la splendida Stadthaus nella piazza del Mercato (Markt), per ospitare gli uffici cittadini del potere ducale. Soprattutto viene edificato il Gymnasium Casimirianum, Scuola superiore pre-universitaria, inaugurata nel 1605.

### Affermazione del Ducato Sassonia-Coburgo
Con la morte di Giovanni Casimiro, nel 1633, Coburgo passa al fratello Giovanni Ernesto di Sassonia-Eisenach che, unendola al suo ducato, mantiene la capitale ad Eisenach. Con la Guerra dei trent'anni le truppe imperiali e bavaresi, alla guida del generale Albrecht von Wallenstein, occuparono nel 1632 la città e assediarono, senza successo, la Fortezza di Coburgo. Tre anni più tardi, nel 1635, le forze imperiali al comando del generale Guillaume de Lamboy riassediano la città, che questa volta capitola con uno stratagemma: il generale si munisce di una falsa lettera per la quale il duca Giovanni Ernesto gli cede la fortezza. La città è presa. Alla fine della guerra, circa la metà delle case sono state distrutte, e la popolazione è dimezzata.
Dal 1680, con il duca Alberto di Sassonia-Coburgo la città ritorna di nuovo a essere capitale, e Alberto nel 1690 restaura e trasforma in stile barocco il castello di Ehrenburg, devastato dalla guerra. Anche Alberto morì senza eredi, e nel 1699 il ducato passa a Giovanni Ernesto di Sassonia-Coburgo-Saalfeld suscitando tuttavia questioni di eredità con i fratelli. Saranno risolte da un decreto imperiale nel 1735 con la creazione del ducato di Sassonia-Coburgo-Saalfeld, dove Coburgo era concapitale soggetta a Saalfeld. Nel 1764 il duca Ernesto Federico spostò ufficialmente la capitale del ducato a Coburgo che vi restò tale anche nel 1826 con la creazione del nuovo ducato Sassonia-Coburgo-Gotha, fino alla fine della monarchia nel 1918.
Nel 1803-04 Coburgo ebbe come suo Consigliere ducale la figura del grande umanista protestante Jean Paul. Tuttavia nel 1806 e nel 1807 la città fu per due volte occupata dalle truppe francesi di Napoleone che la gestirono fino alla Pace di Tilsit.

### Industrializzazione e regalità

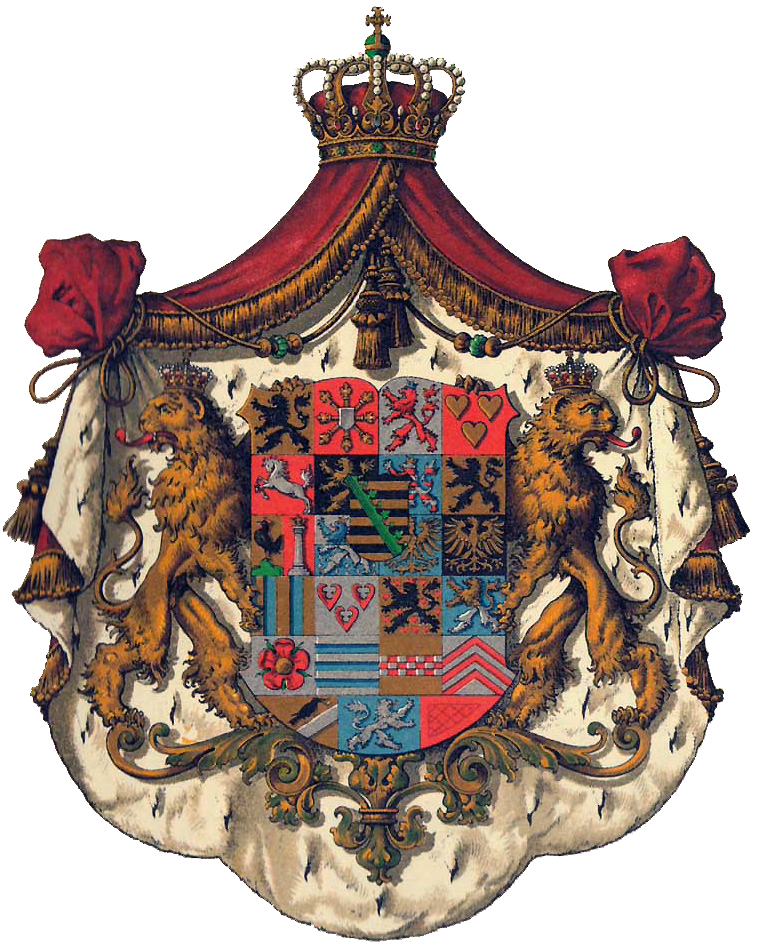
Blasone dei Sassonia-Coburgo-Gotha.

Con il XIX secolo inizia l'industrializzazione della zona, nel 1806 la città vide la sua prima illuminazione stradale, e nel 1824 si contano già una quarantina d'imprese, poi ulteriormente sviluppatesi con l'arrivo della ferrovia nel 1858.
Parallelamente anche l'aristocrazia della città si evolve. La residenza ducale di Ehrenburg viene ampliata e dotata di una nuova facciata principale neogotica, a testimonianza della potenza del piccolo stato che stava accrescendo attraverso matrimoni convenuti con le più importanti case reali d'Europa.
Leopoldo Federico nato Sassonia-Coburgo-Saalfeld, infatti, diviene re del Belgio col nome di Leopoldo I del Belgio; nel 1840 Alberto di Sassonia-Coburgo-Gotha, sposando sua cugina Vittoria di Hannover, incoronata nel 1838 come Regina Vittoria, accede alla casa reale britannica; che dopo la prima guerra mondiale cambiò il nome da Hannover a Windsor; inoltre la loro primogenita, Victoria, sposa nel 1858 il futuro imperatore Federico III di Germania della casa di Hohenzollern; la loro nipote Alessandra d'Assia sposa il futuro zar Nicola II di Russia. Seguono un'infilata di matrimoni e visite di rango che portano Coburgo al centro d'Europa.

### Tempi moderni
Il 14 novembre 1918 si è conclusa con le dimissioni del duca Carlo Edoardo di Sassonia-Coburgo-Gotha la monarchia. Col primo libero referendum in Germania del 1919, l'88 per cento degli elettori ha votato contro la fusione del Libero Stato di Coburgo con la Turingia; così il 1º luglio 1920 venne unito alla Baviera. Il decreto del Presidente del governo dell'Alta Franconia del 30 ottobre 1920 ha fissato come ortografia corretta del nome della città Coburg al posto del nome avuto fin allora di Koburg. Dal 1922, Coburgo divenne una roccaforte del nazionalsocialismo, tanto che nel 1929 il NSDAP ricevette, per la prima volta nelle elezioni comunali di una città tedesca, la maggioranza assoluta dei seggi; e inoltre Coburgo, nel 1932, sarà la prima città in Germania a dare la cittadinanza onoraria ad Adolf Hitler.
Durante la seconda guerra mondiale la città è relativamente scampata indenne, occupata l'11 aprile 1945 dall'11ª Divisione Corazzata americana. A causa del referendum del 1919 Coburgo entrò a far parte della zona di occupazione americana, mentre la Turingia rientrò in quella sovietica.

### Simboli
I primi sigilli cittadini riportavano gli emblemi delle famiglie che all'epoca dominavano Coburgo: prima i Conti di Henneberg dal 1272 (una gallina) e successivamente i Conti di Meißen dal 1353 (un leone rampante).
L'immagine del moro compare come simbolo della città intorno al 1510 e rappresenta san Maurizio, patrono della chiesa principale e della città ed era già presente su monete coniate dal XIV secolo. Dal 1934 al 1945, durante il periodo nazista, la testa di moro fu sostituita da un pugnale delle SA con una svastica incisa nel manico su uno scudo partito di nero e d'oro, perché il sindaco dell'epoca volle sottolineare l'importanza della città nella storia del nazismo, oltre che per ragioni razziali-ideologiche.

## Monumenti e luoghi d'interesse

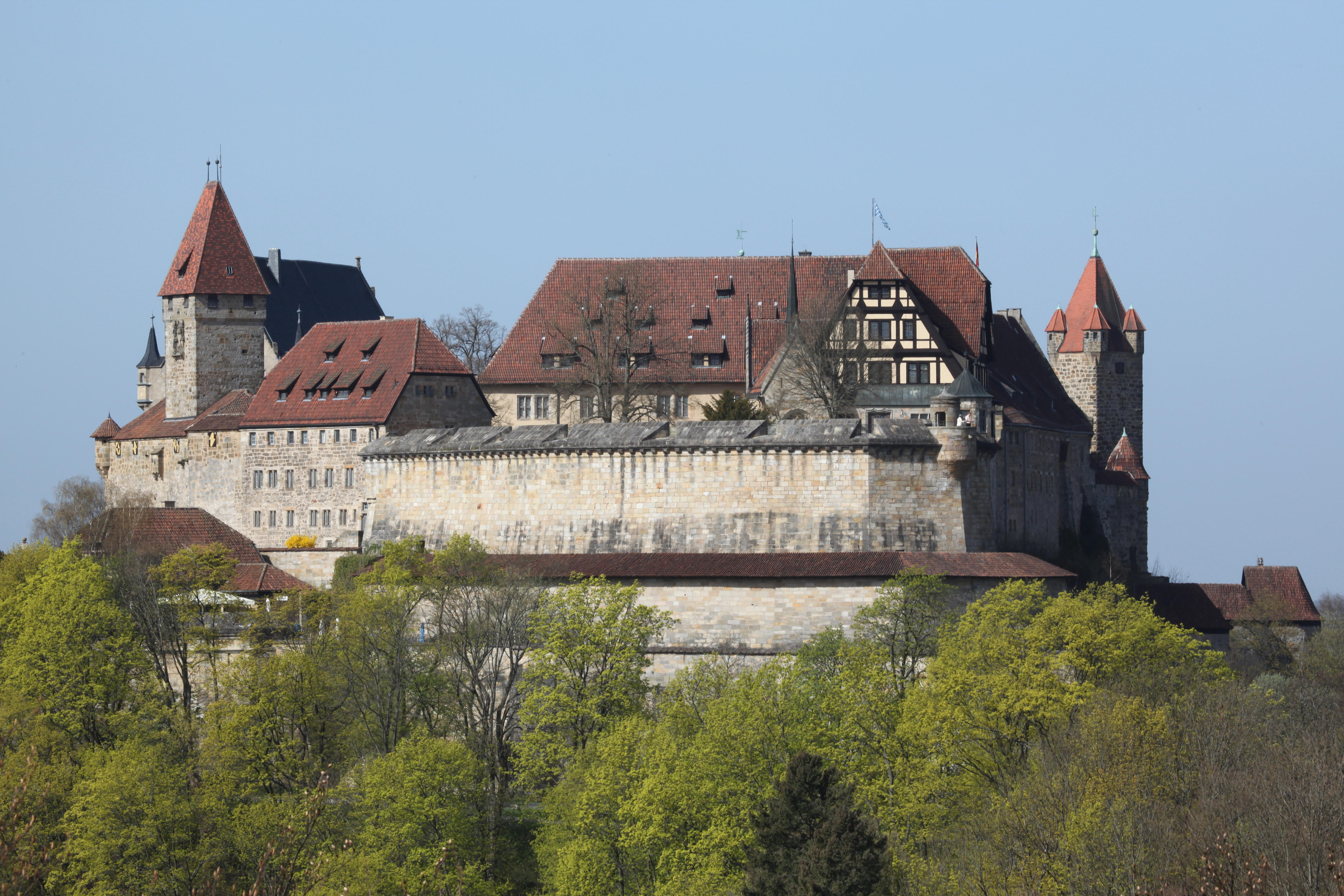
La fortezza di Coburgo.

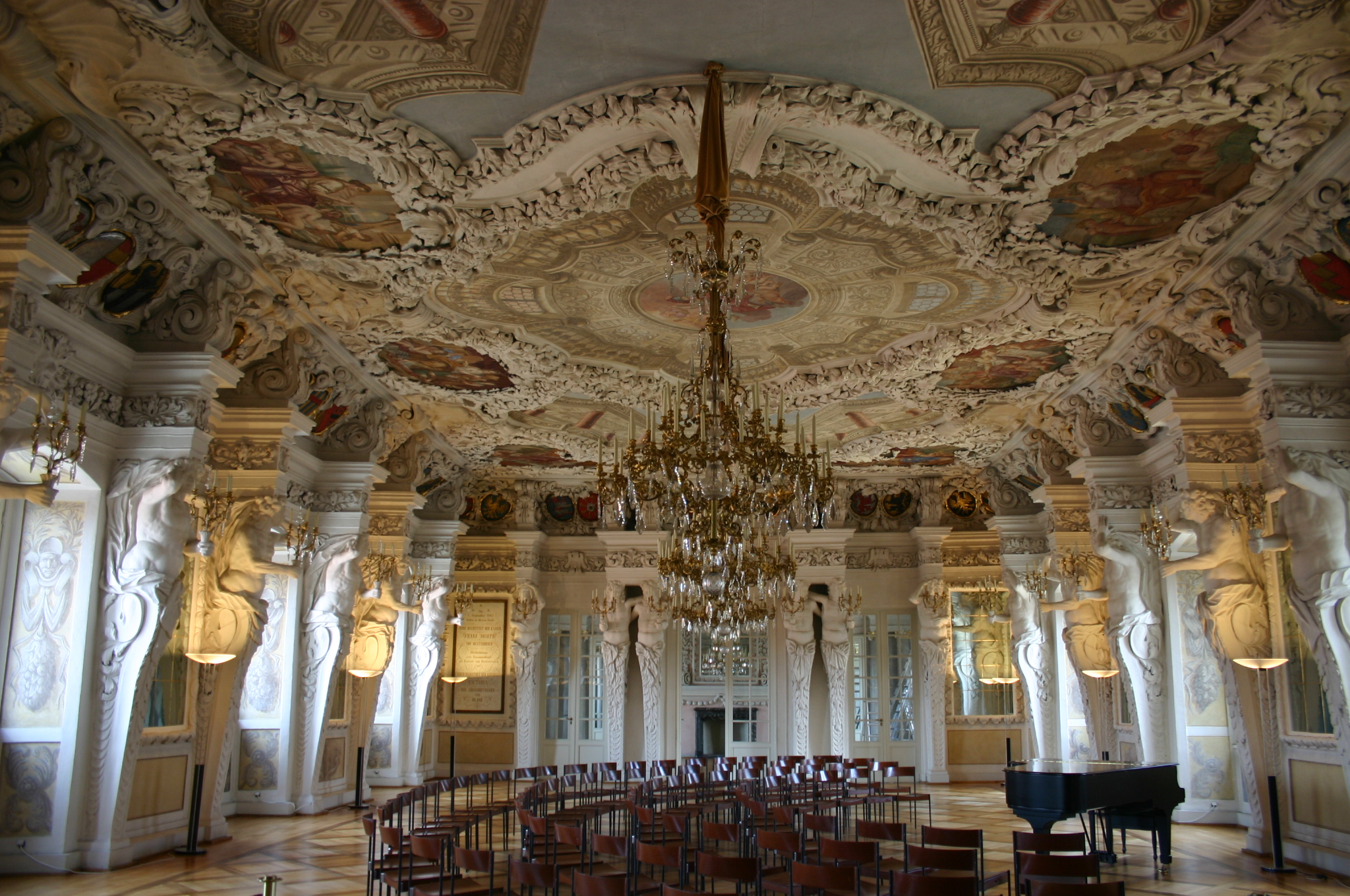
La barocca sala dei Giganti del castello di Ehrenburg

- Veste Coburg. La fortezza di Coburgo, con la sua superficie di 135 × 260 m e le due cinte di mura turrite, è una delle fortificazioni più grandi e meglio conservate della Germania. Situata in cima alla collina dominante la storica città, la sua posizione, forma e planimetria circolare le hanno meritato l'appellativo di Fränkische Krone, "Corona di Franconia". Venne iniziata nel 1225 e composta da diversi edifici eretti o modificati in diverse epoche, la sua lunga e complessa costruzione si protratte fino al XX secolo. Ospitò Martin Lutero nel 1530 e non venne mai espugnata nella storia salvo durante la guerra dei Trent'anni quando nel marzo 1635, dopo cinque mesi di assedio, il generale Guillaume de Lamboy, per mezzo di una falsa lettera del duca Giovanni Ernesto di Sassonia-Eisenach, prende in consegna la fortezza. Dal 1938 ospita il Museo nazionale di Coburgo, dove all'interno degli edifici si trovano raccolte di arte e storia: collezioni di oggetti, armi e armature, trofei di caccia, mobili rinascimentali, vetri veneziani, ceramiche, porcellane, argenti, arazzi, inoltre incisioni del Durer e numerose opere di Lucas Cranach il Vecchio e altri pittori tedeschi.
- Schloss Ehrenburg. Il castello di Ehrenburg era l'antica residenza dei duchi di Coburgo, della Casata di Wettin. Il palazzo venne eretto a partire dal 1543 sul luogo di un'abbazia francescana del 1225 e soppressa dalla Riforma protestante. Ampliato, trasformato e restaurato più volte durante i secoli la sua epopea costruttiva si protrasse fino alla metà del XIX secolo. Oggi risulta essere un complesso rinascimentale dalla facciata principale neogotica e con sfarzosi interni barocchi. Vi spicca la scenografica sala dei Giganti, dai colossali telamoni che circondandola sorreggono il soffitto, realizzata dai ticinesi Bartolomeo e Carlo Domenico Luchese nel 1697-99.
- Morizkirche. La chiesa di San Maurizio è la parrocchiale evangelica principale della città. Venne eretta su una precedente basilica romanica del XII secolo, a partire dal 1330 secondo gli stilemi dell'architettura gotica. Venne continuata con l'erezione delle due torri (quella meridionale incompiuta) a partire dal 1450 e del piedicroce in stile Tardogotico nel XVI secolo. Al suo interno conserva il maestoso monumento funebre dei duchi di Coburgo, uno dei capolavori della scultura rinascimentale tedesca. Alto 12 metri, venne realizzato da Nikolaus Bergner fra il 1595 e il 1598 in alabastro dipinto con statue e rilievi.
- Il Casimirianum elegante edificio rinascimentale del 1598.
- Hofgarten. Grande parco che dalla Schlossplatz, la grande piazza del Castello, su cui si affaccia l'Ehrenburg, sale per tutto il crinale della collina, alla fortezza.
- Erker di Coburgo.
- A 5 km dal centro il santuario di Vierzehnheiligen capolavoro dell'Architettura barocca e rococò del XVIII secolo.

## Amministrazione

### Gemellaggi
Coburgo è gemellata con:
- Isola di Wight, dal 1983
- Garden City, dal 1952
- Oudenaarde, dal 1972
- Gais, dal 1972
- Niort, dal 1974
- Cobourg, dal 1997